# Marko Werner
Marko Werner (* 1976 in Schwedt/Oder) ist ein deutscher Schauspieler.

## Leben
Erste schauspielerische Erfahrungen sammelte Werner im Alter von sechs Jahren an den Uckermärkische Bühnen Schwedt. Hier spielte er als Statist und war in der Spielzeit 1998/99 als Regieassistent engagiert. Sein Schauspielstudium an der Hochschule für Musik und Theater Rostock beendete er 2003 mit dem Diplom. In seiner Rostocker Zeit war er als Gast am Volkstheater Rostock engagiert und arbeitete mit Roland May und Katja Paryla.
In der Spielzeit 2002/2003 war Werner als Gast am Staatstheater Braunschweig. engagiert. Von April 2003 bis November 2012 war er festes Ensemblemitglied am Staatstheater Braunschweig. Dort spielte er unter anderem in über 70 Vorstellungen den Werther in dem Solostück nach Johann Wolfgang von Goethes Die Leiden des jungen Werther. den George in A Clockwork Orange (Theaterstück) von Anthony Burgess in der Regie von Eva Veiders sowie den Billy Pillgrim in Schlachthof 5 von Kurt Vonnegut in der Regie von Carlos Manuel. In Braunschweig arbeitete er außerdem mit den Regisseuren Christian Tschirner, Dominik Günther, Mario Portmann, Holger Berg, Constanze Kreusch, Volker Schmidt, Christopher Rüping, Juliane Kann, Sebastian Wirnitzer und Robin Telfer zusammen. In der Spielzeit 2012/13 ist Werner als Gast am Staatstheater Braunschweig zu sehen. Erfolge feierte er ebenfalls mit den Livekonzerten „elektro.lyrik.1“ und „elektro.lyrik.2“ mit dem Schauspielkollegen Clemens Giebel und der Band „Testsieger“. Gastspiele in Bremen, Oldenburg und Paderborn folgten.
Ab 2000 wirkte Marko Werner in Kurzfilmen mit. 2006 drehte er für das ZDF Das kleine Fernsehspiel 2009 erhielt er den „Förderpreis für junge Theaterkünstler“ von der Gesellschaft der Staatstheaterfreunde in Braunschweig.
Marko Werner ist ebenfalls Initiator und Kurator der Ausstellung TelePhotografie., die seit November 2009 in Braunschweig zu sehen ist. Mit dem von ihm entwickelten Display-Ausstellungskasten-Prinzip ist es möglich, Handy-Fotos im Original-Format hinterleuchtet auf 12 m Länge zu präsentieren. Nur so wird die Wirkung einer Handy-Fotoausstellung erzielt.

## Filmografie (Auswahl)
- 2000: Gefährliche Liebschaften (Kurzfilm)
- 2006: Ich traf dich mal im März (Kurzfilm)
- 2007: Die Überflüssigen (TV-Film)
- 2008: Herr Maier und die stille Frau (Kurzfilm)

## Theaterarbeit (Auswahl)
- Die schmutzigen Hände (Regie: C. Koppenhöfer)
- Die Dreigroschenoper (Regie: R. Telfer)
- Harper Regan (Regie: C. Kreusch)
- Ich möchte Teil einer Jugendbewegung sein (Uraufführung) (Regie: E. Veiders)
- Lilly unter den Linden (Uraufführung) (Regie: M. Portmann)
- Wilhelm Tell (Regie: K. Neumann)
- Germania Tod in Berlin (Regie: D. Bouchehri)
- Moby Dick (Regie: M. Portmann)
- Der Kaufmann von Venedig (Regie: H. Berg)
- Die Physiker (Regie: H. S. Rahmer)